# 意大利足球甲级联赛最佳主教练
意大利足球甲级联赛最佳主教练（義大利語：Migliore allenatore AIC）是意大利足球运动员协会颁发的年度奖项，奖励上一年意大利足球甲级联赛最突出的教练，属意甲最佳系列奖项。尤文图斯是教练获奖最多的俱乐部，达11次；绝大部分得主是意大利人，只有两人例外，第一位是2000年的斯文·約蘭·艾歷臣，若泽·穆里尼奥则是首位两度获奖的外籍教练；马西米利亚诺·阿莱格里與安東尼奧·孔蒂获奖次数最多，分別达四次。

## 历史
1996年至1997年意大利足球甲级联赛结束后，意甲奥斯卡将第一个意大利足球甲级联赛最佳主教练授予尤文图斯足球俱乐部教练马尔切洛·里皮，球队在他引领下以超出帕爾馬足球會两分的优势夺冠；尤文图斯还在1996年欧洲冠军联赛决赛战胜阿贾克斯足球俱乐部。一年后尤文图斯连庄意甲，里皮再度获奖，但球队在欧冠决赛不敌“德意志常年弱者”多特蒙德足球俱樂部。阿爾貝托·扎凱羅尼带领AC米兰赢得1998至1999年联赛后获最佳主教练。瑞典教练斯文·約蘭·艾歷臣引领拉素體育會在1999至2000年拿下1974年以来第一个联赛冠军，加上折桂欧洲超级杯和意大利杯，连串佳绩确保他当上首位外籍意甲最佳主教练。
尤文图斯在2000至2001年联赛以两分之差落后羅馬體育俱樂部位居第二，但卡洛·安切洛蒂入选最佳主教练，是首次主教练获奖但俱乐部未夺冠。第二年刚晋级的切沃维罗纳足球俱乐部拿到联赛第五的好成绩并取得2002–03年歐洲足協盃参赛资格，主教练路易吉·德尔内里获奖。里皮带领尤文图斯赢得2002至2003年意甲联赛，意大利超级杯，球队还在2003年欧洲冠军联赛决赛与同属意大利的帕尔玛队会师后以微弱优势胜出，随后他将最佳主教练获奖纪录提升到三次。AC米兰在2003至2004年表现出众，以超出第二名罗马足球俱乐部11分的显著优势夺得五年来第一个联赛冠军，主教练安切洛蒂梅开二度。第二年法比奥·卡佩罗带领尤文图斯夺冠后拿下最佳主教练，但在2006年意大利足球醜聞爆发后辞职，尤文图斯降级意乙。
罗马足球俱乐部教练卢西亚诺·斯帕莱蒂接下来连续两次获奖。球队在2005至2006年联赛本只排第五，但丑闻令众多球队成绩取消，罗马队升至第二，在意大利杯同样位居第二，决赛时以一比四不敌国际米兰足球俱乐部。罗马在2006至2007年联赛排第二并折桂意大利杯，斯帕莱蒂获颁最佳主教练。佛罗伦萨足球俱乐部在2007至2008年联赛排第四，还在2007–08年欧洲联盟杯打进半决赛，主教练切薩雷·普蘭德利2008年获奖。
马西米利亚诺·阿莱格里在2010至2011年联赛接掌AC米兰，带领球队夺冠并打入意大利杯半决赛，获意甲奥斯卡更名意甲最佳之际第一个最佳主教练奖。下一位得主也是新教练，前球员安東尼奧·孔蒂2011至2012年联赛时接替德尔内里执掌尤文图斯，带领俱乐部赢得九年来第一个联赛冠军，同时打入意大利杯决赛。孔蒂接下来两度连庄，尤文图斯2012至2013年联赛卫冕并折桂意大利超级杯，2013至2014年联赛达成三连冠。接下来孔蒂前去执掌意大利国家队，阿莱格里接手尤文图斯后也连续两次获封最佳主教练。球队联赛卫冕并夺得意大利杯，意大利超级杯和欧冠联赛均排第二。阿莱格里带领尤文图斯在2015至2016年联赛实现五连冠，卫冕意大利超级杯和意大利杯。
莫里斯奧·沙利带领那不勒斯足球俱乐部在2016至2017年联赛夺得第三名，以83分创下球队新纪录，进球数位居联赛榜首，为他赢得最佳主教练奖。接下来阿莱格里第四次带领尤文图斯实现联赛与意大利杯双冠王，把最佳主教练获奖纪录提升到四次。2018至2019年联赛期间，基恩·派路·加斯柏連尼带领阿特蘭大貝加莫足球會在23年来首度打入意大利杯决赛，成为又一位球队未能夺冠的最佳主教练，球队最后不敌拉齐奥，但又取得史上首次欧冠联赛资格。亚特兰大第二年实现俱乐部意甲史上最高分（78分），加斯柏連尼再获最佳主教练。

## 得主

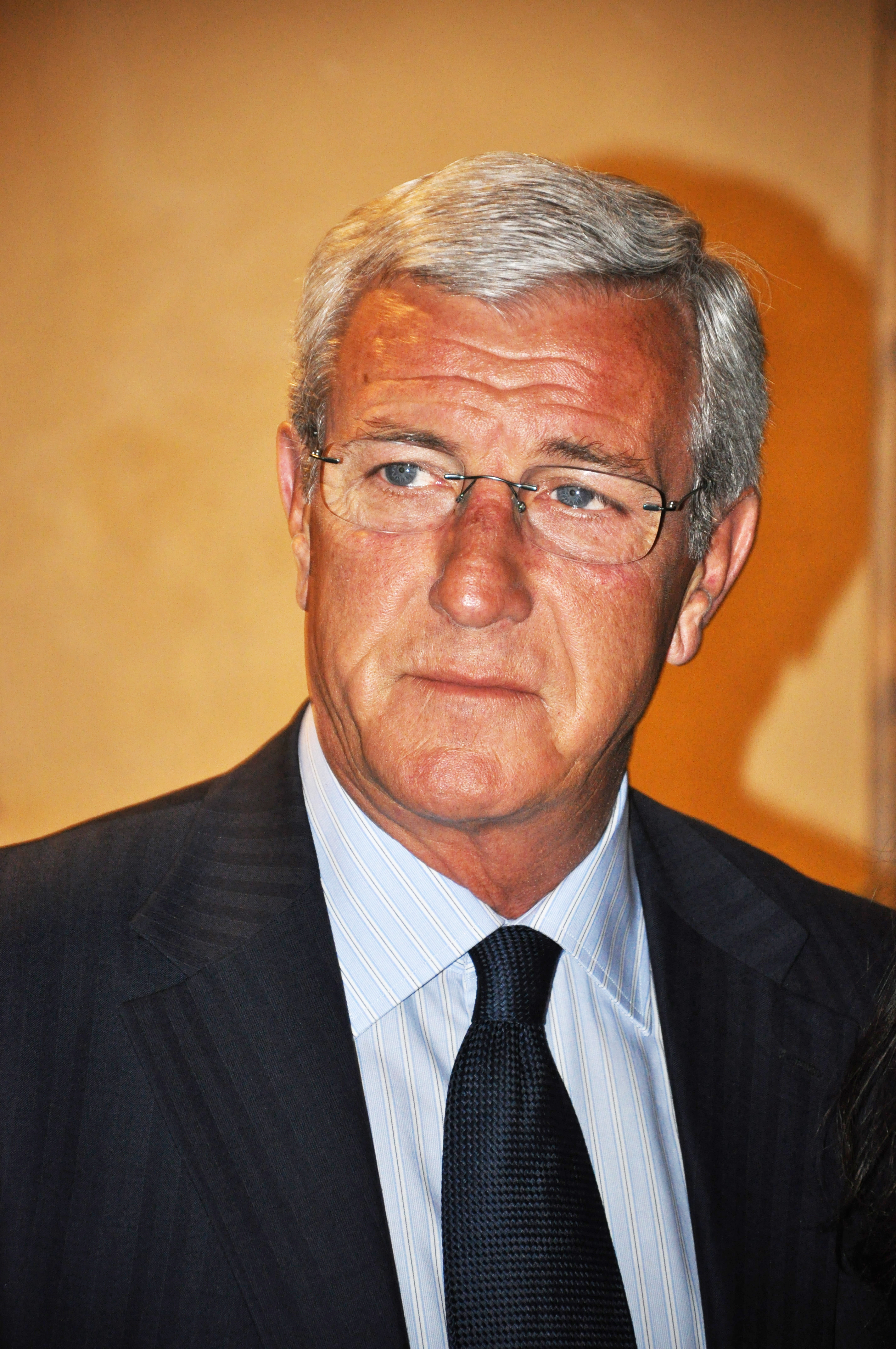
马尔切洛·里皮1997年获首座最佳主教练奖，还在1998和2003年获奖，三次都是尤文图斯主教练

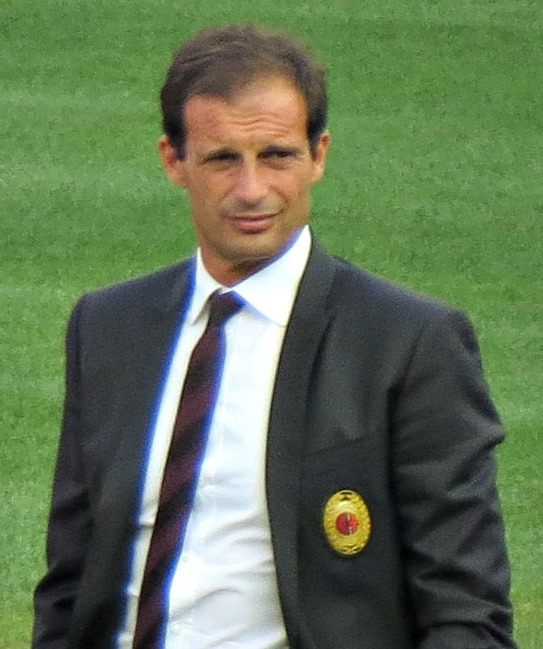
马西米利亚诺·阿莱格里获奖次数最多，达四次

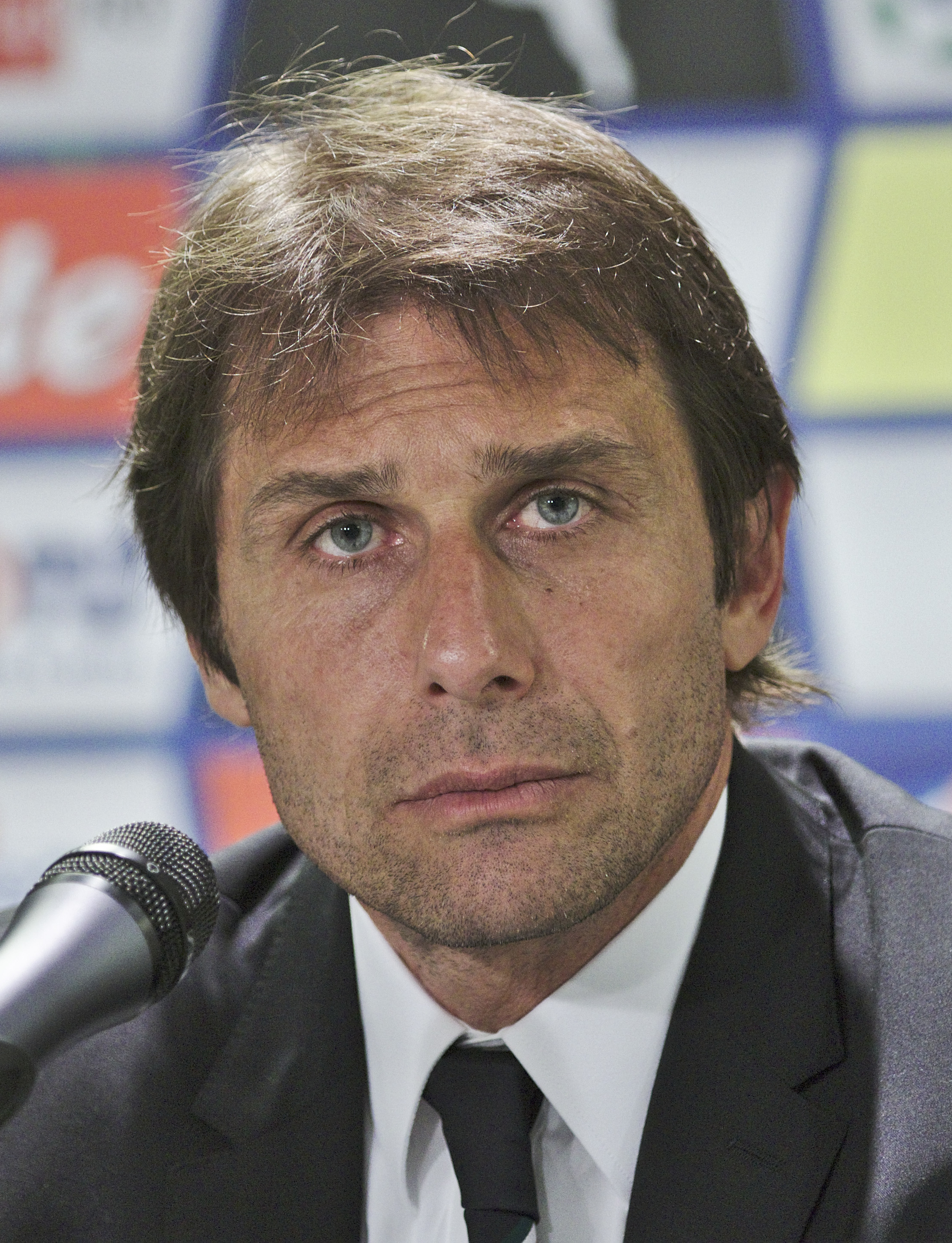
奖项设立至今只有安東尼奧·孔蒂达成帽子戏法

| § | 足球俱乐部同赛季夺冠 |

| 年份 | 姓名                            | 国籍   | 俱乐部    | 参考   |
| ---- | ------------------------------- | ------ | --------- | ------ |
| 1997 | 马尔切洛·里皮                   | 義大利 | 尤文图斯§ | [ 10 ] |
| 1998 | 马尔切洛·里皮（第二次）         | 義大利 | 尤文图斯§ | [ 33 ] |
| 1999 | 阿爾貝托·扎凱羅尼               | 義大利 | AC米兰§   | [ 10 ] |
| 2000 | 斯文·約蘭·艾歷臣                | 瑞典   | 拉齐奥§   | [ 10 ] |
| 2001 | 卡洛·安切洛蒂                   | 義大利 | 尤文图斯  | [ 34 ] |
| 2002 | 路易吉·德尔内里                 | 義大利 | 切沃      | [ 10 ] |
| 2003 | 马尔切洛·里皮（第三次）         | 義大利 | 尤文图斯§ | [ 10 ] |
| 2004 | 卡洛·安切洛蒂（第二次）         | 義大利 | AC米兰§   | [ 34 ] |
| 2005 | 法比奥·卡佩罗                   | 義大利 | 尤文图斯  | [ 10 ] |
| 2006 | 卢西亚诺·斯帕莱蒂               | 義大利 | 罗马      | [ 10 ] |
| 2007 | 卢西亚诺·斯帕莱蒂（第二次）     | 義大利 | 罗马      | [ 35 ] |
| 2008 | 切薩雷·普蘭德利                 | 義大利 | 佛罗伦萨  | [ 35 ] |
| 2009 | 若泽·穆里尼奥                   | 葡萄牙 | 国际米兰§ | [ 36 ] |
| 2010 | 若泽·穆里尼奥（第二次）         | 葡萄牙 | 国际米兰§ | [ 37 ] |
| 2011 | 马西米利亚诺·阿莱格里           | 義大利 | AC米兰§   | [ 38 ] |
| 2012 | 安東尼奧·孔蒂                   | 義大利 | 尤文图斯§ | [ 39 ] |
| 2013 | 安東尼奧·孔蒂（第二次）         | 義大利 | 尤文图斯§ | [ 39 ] |
| 2014 | 安東尼奧·孔蒂（第三次）         | 義大利 | 尤文图斯§ | [ 39 ] |
| 2015 | 马西米利亚诺·阿莱格里（第二次） | 義大利 | 尤文图斯§ | [ 40 ] |
| 2016 | 马西米利亚诺·阿莱格里（第三次） | 義大利 | 尤文图斯§ | [ 41 ] |
| 2017 | 莫里斯奧·沙利                   | 義大利 | 那不勒斯  | [ 42 ] |
| 2018 | 马西米利亚诺·阿莱格里（第四次） | 義大利 | 尤文图斯§ | [ 43 ] |
| 2019 | 基恩·派路·加斯柏連尼            | 義大利 | 亚特兰大  | [ 44 ] |
| 2020 | 基恩·派路·加斯柏連尼（第二次）  | 義大利 | 亚特兰大  | [ 31 ] |
| 2021 | 安東尼奧·孔蒂 （第四次）        | 義大利 | 国际米兰§ |        |
| 2022 | 斯特凡諾·皮奧利                 | 義大利 | AC米兰§   |        |
| 2023 | 盧西亞诺·斯帕萊蒂 （第三次）    | 義大利 | 拿坡里§   |        |
| 2024 | 西蒙尼·因扎吉                   | 義大利 | 国际米兰§ |        |

### 国籍排名

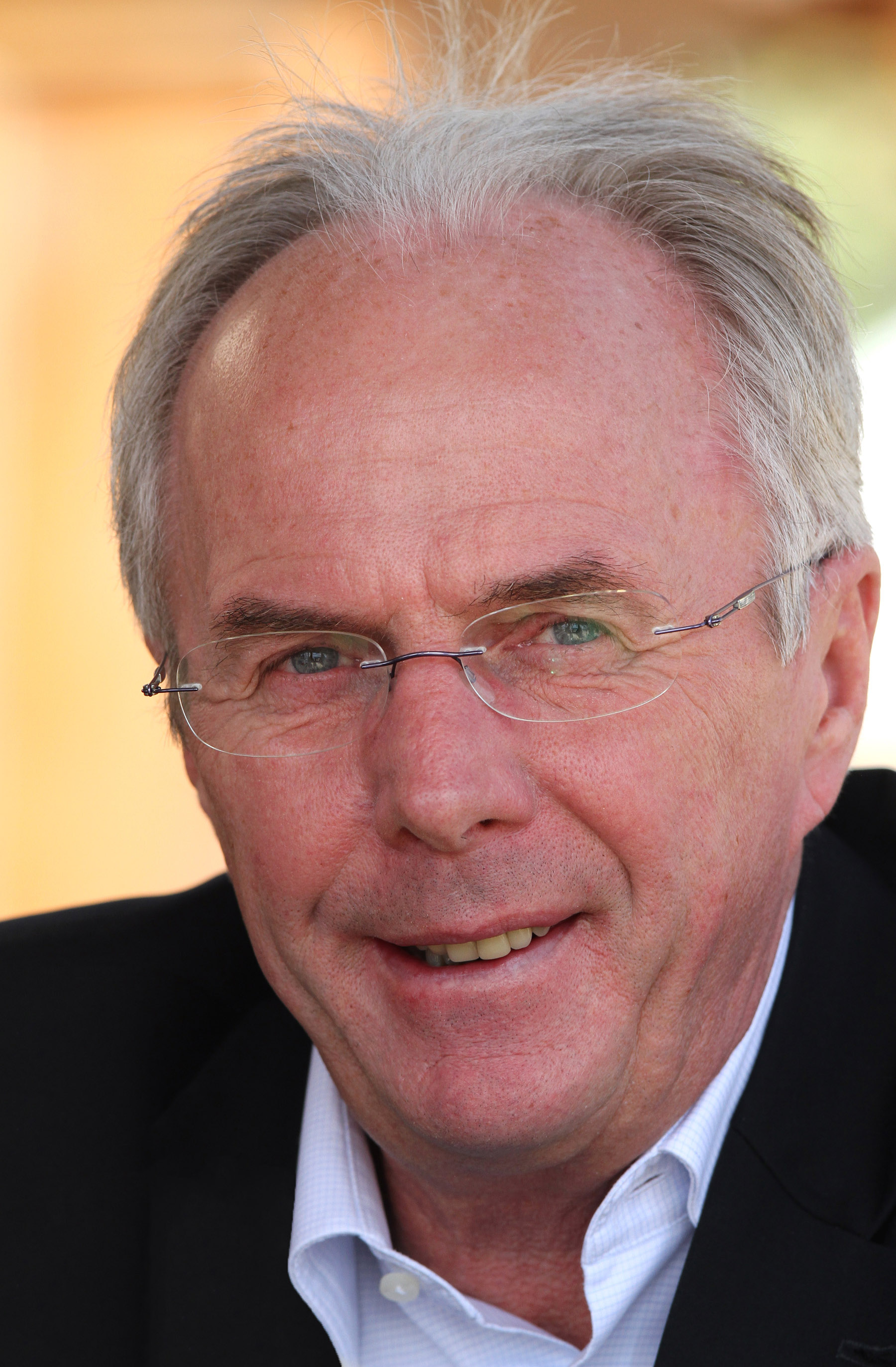
斯文·約蘭·艾歷臣是首位外籍意甲最佳主教练

| 国家   | 姓名 | 次数 |
| ------ | ---- | ---- |
| 義大利 | 13   | 25   |
| 葡萄牙 | 1    | 2    |
| 瑞典   | 1    | 1    |

### 俱乐部排名
| 俱乐部   | 人数 | 次数 |
| -------- | ---- | ---- |
| 尤文图斯 | 5    | 11   |
| AC米兰   | 4    | 4    |
| 国际米兰 | 3    | 4    |
| 拿坡里   | 2    | 2    |
| 罗马     | 1    | 2    |
| 亚特兰大 | 1    | 2    |
| 切沃     | 1    | 1    |
| 佛罗伦萨 | 1    | 1    |
| 拉齐奥   | 1    | 1    |